# Tugu Utara (Cisarua)
Tugu Utara is een bestuurslaag in het regentschap Bogor van de provincie West-Java, Indonesië. Tugu Utara telt 10.095 inwoners (volkstelling 2010).